# Emeljanovianus
Emeljanovianus är ett släkte av insekter. Emeljanovianus ingår i familjen dvärgstritar.
Kladogram enligt Catalogue of Life:
| Emeljanovianus | \| \| Emeljanovianus acarifer \| \| \| \| \| \| Emeljanovianus hilaris \| \| \| \| \| \| Emeljanovianus medius \| \| \| \| |
|                | \| \| Emeljanovianus acarifer \| \| \| \| \| \| Emeljanovianus hilaris \| \| \| \| \| \| Emeljanovianus medius \| \| \| \| |
|                | Emeljanovianus acarifer |
|                | |
|                | Emeljanovianus hilaris |
|                | |
|                | Emeljanovianus medius |
|                | |